# النخاخسة واد السبت (الكوزات)
النخاخسة واد السبت هو دُوَّار يقع بجماعة الڭوزات، إقليم تازة، جهة فاس مكناس في المملكة المغربية. ينتمي الدوّار لمشيخة الكوزات التي تضم 3 دواوير. يقدر عدد سكانه بـ 1612 نسمة حسب الإحصاء الرسمي للسكان والسكنى لسنة 2004.

## روابط خارجية
- البوابة الوطنية للجماعات الترابية
- المندوبية السامية للتخطيط